# Вторая линия (Мешхед)
Втора́я ли́ния, или Ли́ния 2 (перс. خط ۲‎; англ. Line 2) — одна из двух линий (наряду с Первой линией) Мешхедского метрополитена в городе Мешхеде, в Иране. По состоянию на середину 2018 года, эксплуатационная длина линии составляет 14,5 километров, и на линии расположено 9 станций, одна из которых является пересадочным. Ежесуточный пассажиропоток линии составляет примерно 15 тысяч человек.
Первые станции линии были открыты 15 февраля 2017 года. Планируется расширение линии на юг, строятся ещё четыре станции, которые предположительно будут открыты в 2019 году. Вторая линия Мешхедского метрополитена пролегает в северо-восточной части Мешхеда, между районами Кухсанги́ и Табарси́. На схемах обозначается синим цветом. Линия работает с 6 утра до 10 вечера. В поездах линии, названия станций объявляются на персидском языке. Подвижной состав Второй линии метро составляют низкопольные облегченные вагоны китайской компании CRRC Changchun Railway Vehicles. Вторая линия Мешхедского метро соединена с системой железных дорог Ирана.

### Станции
| Станция                | Дата открытия                                  |
| ---------------------- | ---------------------------------------------- |
| Табарси́                | 15 февраля 2017 года                           |
| Велая́т                 | 15 февраля 2017 года                           |
| Фаджр                  | 15 февраля 2017 года                           |
| Набовва́т               | 15 февраля 2017 года                           |
| Рах-А́хан               | 15 февраля 2017 года                           |
| Шохада́                 | 15 февраля 2017 года                           |
| Шахи́д Мофатте́х         | 17 августа 2017 года                           |
| Саади́                  | 20 марта 2018 года                             |
| Шариати́ (пересадочная) | 20 марта 2018 года(соединение с Первой линией) |

### Строящиеся станции
Идет строительство продолжения Второй линии на юг. Планируется построить на Второй линии ещё 6 станций. В процессе строительства находятся четыре станции, которые ориентировочно будут открыты в 2019 году:
- «Аланда́шт»
- «Кухсанги́»
- «Саламати́»
- «Шахи́д Каве́х»